# Campeonato Africano de Atletismo Júnior de 2003
A 6ª edição do Campeonato Africano de Atletismo Júnior foi organizado pela Confederação Africana de Atletismo no período de 31 de julho a 3 de agosto de 2003, em Garoua nos Camarões, para atletas com menos de 19 anos. Foram disputadas 44 provas sendo 22 masculino e 22 feminino. 

## Medalhistas

### Masculino
| Evento                   | Ouro                                                                         | Ouro     | Prata                                                                                    | Prata    | Bronze                                                                                   | Bronze                                  |
| ------------------------ | ---------------------------------------------------------------------------- | -------- | ---------------------------------------------------------------------------------------- | -------- | ---------------------------------------------------------------------------------------- | --------------------------------------- |
| 100 metros               | Emmanuel Ngom (CMR)                                                          | 10.50    | Peter Emelieze (NGR)                                                                     | 10.56    | Jaysuma Saidy Ndure (GAM)                                                                | 10.59                                   |
| 200 metros               | Jaysuma Saidy Ndure (GAM)                                                    | 21.23    | Amr Ibrahim Mostafa Seoud (EGY)                                                          | 21.40    | Sammy Rono (KEN)                                                                         | 21.69                                   |
| 400 metros               | Sammy Rono (KEN)                                                             | 46.79    | Wilson Lukungu Waiswa (UGA)                                                              | 47.45    | Gakologelwang Masheto (BOT)                                                              | 47.83                                   |
| 800 metros               | Cosmas Rono Kipkorir (KEN)                                                   | 1:48.45  | Onalenna Oabona (BOT)                                                                    | 1:49.39  | Walid Meliani (ALG)                                                                      | 1:49.57                                 |
| 1 500 metros             | Tesfu Bekele (ETH)                                                           | 3:42.6   | Mohamed Moustaoui (MAR)                                                                  | 3:42.9   | Vickson Polonet (KEN)                                                                    | 3:43.3                                  |
| 5 000 metros             | Boniface Toroitich Kiprop (UGA)                                              | 13:48.49 | Daniel Kipchirchir Komen (KEN)                                                           | 13:49.20 | Mulugeta Wendimu (ETH)                                                                   | 13:56.23                                |
| 10 000 metros            | Boniface Toroitich Kiprop (UGA)                                              | 29:08.16 | Mulugeta Wendimu (ETH)                                                                   | 29:17.43 | Bernard Kipyego (KEN)                                                                    | 29:29.09                                |
| 110 metros barreiras     | Seleke Samake (SEN)                                                          | 14.50    | Nosa Erese (NGR)                                                                         | 14.52    | Badr El-Amine (MAR)                                                                      | 14.95                                   |
| 400 metros barreiras     | Badr El-Amine (MAR)                                                          | 51.57    | El Hadj Sethe Mbow (SEN)                                                                 | 51.76    | Abderahmane Hamadi (ALG)                                                                 | 52.15                                   |
| 3 000 metros obstáculos  | Abraham Kebeto (ETH)                                                         | 8:39.90  | Brimin Kipruto (KEN)                                                                     | 8:46.74  | Nathan Kibet Naibei (KEN)                                                                | 8:54.45                                 |
| Revezamento 4×100 metros | Camarões                                                                     | 41.24    | Argélia                                                                                  | 42.58    | Senegal · Abdoulaye Ba · Abdou Dieme · Cheikh Ahmed Tidiane Ndiaye · Cheikh Amadou Drame | 42.74                                   |
| Revezamento 4×400 metros | Quênia · Edwin Letting · Cosmas Rono Kipkorir · Vickson Polonet · Sammy Rono | 3:11.71  | Botswana · Bonno Modisenyane · Nchenami Siwane · Onalenna Oabona · Gakologelwang Masheto | 3:14.23  | Senegal · Mamadou Gueye · Abdou Dieme · Seleke Samake · Ndiss Kaba Badji                 | 3:15.44                                 |
| 10 km marcha             | Mohamed Ameur (ALG)                                                          | 48:35.02 | Zakarya Soulimane (ALG)                                                                  | 50:58.09 | Mahmoud Mohamed (EGY)                                                                    | 51:57.83                                |
| Salto em altura          | Hamza Labadi (ALG)                                                           | 2.06 m   | Nazar El Nazir (SUD)                                                                     | 2.00 m   | Kabelo Kgosiemang (BOT) Hans von Lieres (NAM)                                            | 1.95                                    |
| Salto à vara             | Mohamed Karbib (MAR)                                                         | 4.60 m   | Mouncef Bouniya (MAR)                                                                    | 4.20 m   | Apenas dois atletas realizaram a altura                                                  | Apenas dois atletas realizaram a altura |
| Salto em comprimento     | Robert Martey (GHA)                                                          | 7.29 m   | Ahmed Saad (EGY)                                                                         | 7.22 m   | Maxwell Evenor (MRI)                                                                     | 7.11 m                                  |
| Triplo salto             | Ahmed El-Zoghbi (EGY)                                                        | 15.44 m  | Simon Ekpa (NGR)                                                                         | 15.01 m  | Georges Hidjam (CMR)                                                                     | 13.29 m                                 |
| Arremesso de peso        | Yasser Ibrahim Farag (EGY)                                                   | 18.13 m  | Elvino Pierre-Louis (MRI)                                                                | 14.75 m  | Pierre Ngarsou (CMR)                                                                     | 13.70 m                                 |
| Lançamento de disco      | Omar El-Ghazaly (EGY)                                                        | 61.87 m  | Yasser Ibrahim Farag (EGY)                                                               | 51.87 m  | Elvino Pierre-Louis (MRI)                                                                | 49.15 m                                 |
| Lançamento de martelo    | Mohsen Anany (EGY)                                                           | 68.41 m  | Pierre Ngarsou (CMR)                                                                     | 29.42 m  | Yasser Ibrahim Farag (EGY)                                                               | 28.53 m                                 |
| Lançamento de dardo      | Wahib Abdelwahab (EGY)                                                       | 61.30 m  | Mohamed Ali Yassir (SUD)                                                                 | 59.00 m  | Elvino Pierre-Louis (MRI)                                                                | 48.47 m                                 |
| Decatlo                  | Ahmed Saad (EGY)                                                             | 6290 pts | Mourad Souissi (ALG)                                                                     | 5743 pts | William Nken (CMR)                                                                       | 5525 pts                                |

### Feminino
| Evento                   | Ouro                                                            | Ouro     | Prata                                                                            | Prata                | Bronze                                                                          | Bronze                                  |
| ------------------------ | --------------------------------------------------------------- | -------- | -------------------------------------------------------------------------------- | -------------------- | ------------------------------------------------------------------------------- | --------------------------------------- |
| 100 metros               | Delphine Atangana (CMR)                                         | 11.42    | Egone Kesiena (NGR)                                                              | 11.93                | Fatoumata Coly (SEN)                                                            | 12.01                                   |
| 200 metros               | Delphine Atangana (CMR)                                         | 23.40    | Egone Kesiena (NGR)                                                              | 24.57                | Seyi Omojuwa (NGR)                                                              | 24.57                                   |
| 400 metros               | Nina Chigozie (NGR)                                             | 54.06    | Queen Ogbemudia (NGR)                                                            | 56.06                | Ndèye Fatou Soumah (SEN)                                                        | 57.14                                   |
| 800 metros               | Aminata Sylla (SEN)                                             | 2:15.78  | Marlyse Nsourou (GAB)                                                            | 2:16.74              | Julienne Ngo-Manyim (CMR)                                                       | 2:23.81                                 |
| 1 500 metros             | Peninah Jepchumba (KEN)                                         | 4:15.35  | Mariem Alaoui Selsouli (MAR)                                                     | 4:18.37              | Siham Hilali (MAR)                                                              | 4:19.47                                 |
| 3 000 metros             | Mariem Alaoui Selsouli (MAR)                                    | 9:08.53  | Peninah Jepchumba (KEN)                                                          | 9:10.27              | Anesie Kwizera (BDI)                                                            | 9:13.47                                 |
| 5 000 metros             | Anesie Kwizera (BDI)                                            | 16:16.57 | Fridah Domongole (KEN)                                                           | 16:18.28             | Hailé Lomitu (ETH)                                                              | 16:31.86                                |
| 100 metros barreiras     | Gnima Faye (SEN)                                                | 13.59    | Josephine Onyia (NGR)                                                            | 13.76                | Samira Harrouchi (ALG)                                                          | 14.27                                   |
| 400 metros barreiras     | Ajoke Odumusu (NGR)                                             | 61.19    | Gnima Faye (SEN)                                                                 | 62.32                | Lamia El-Habz (MAR)                                                             | 62.55                                   |
| 2 000 metros obstáculos  | Loice Kiptoo (KEN)                                              | 6:45.71  | Teresia Wangui Wachata (KEN)                                                     | 7:02.22              | Muna Durka (SUD)                                                                | 7:14.72                                 |
| Revezamento 4×100 metros | Nigéria                                                         | 46.52    | Camarões                                                                         | 46.72                | Senegal · Maimouna Coundoul · Gnima Faye · Ndèye Soukeyne Sarr · Fatoumata Coly | 46.84                                   |
| Revezamento 4×400 metros | Nigéria · Seyi Omojuwa · Aveeru · Ajoke Odumusu · Nina Chigozie | 3:43.47  | Camarões · Elodie Kamegne · Johanna Monthe · Mariette Songwa · Delphine Atangana | 3:44.82              | Senegal · Fatou Diabaye · Aminata Sylla · Ndèye Maty Sall · Raissa Djihounouck  | 3:48.84                                 |
| 10 km marcha             | Ghania Amzal (ALG)                                              | 53:09.0  | Nashwa Ibrahim (EGY)                                                             | 59:29.4              | Rebecca Ngameni (CMR)                                                           | 1:01:35                                 |
| Salto em altura          | Mama Gassama (GAM)                                              | 1.60 m   | Saoussan Ouahbi (MAR)                                                            | 1.45 m               | Apenas dois atletas realizaram a altura                                         | Apenas dois atletas realizaram a altura |
| Salto com vara           | Nisrine Dinar (MAR)                                             | 3.20 m   | Apenas um competidor                                                             | Apenas um competidor | Apenas um competidor                                                            | Apenas um competidor                    |
| Salto em comprimento     | Latifa Ezziraoui (MAR)                                          | 5.76 m   | Irene Traore (BUR)                                                               | 5.76 m               | Saoussan Ouahbi (MAR)                                                           | 5.74 m                                  |
| Triplo salto             | Latifa Ezziraoui (MAR)                                          | 13.01 m  | Marie Bahanag (CMR)                                                              | 12.94 m              | Nkiruka Domike (NGR)                                                            | 12.92 m                                 |
| Arremesso de peso        | Carine Meka (CMR)                                               | 14.25 m  | Amal Salem (EGY)                                                                 | 13.95 m              | Sandrine Ngounou (CMR)                                                          | 11.77 m                                 |
| Lançamento de disco      | Amina Moudden (MAR)                                             | 47.49 m  | Irène Lingani (BUR)                                                              | 44.52 m              | Jeanne D'arc Momus (MRI)                                                        | 42.89 m                                 |
| Lançamento de martelo    | Yasmin Ashraf (EGY)                                             | 48.62 m  | Eman Al-Ashry (EGY)                                                              | 45.26 m              | Salima Ledhem (MAR)                                                             | 44.60 m                                 |
| Lançamento de dardo      | Safaa Mohamed (EGY)                                             | 44.25 m  | Solange Chodjouenou (CMR)                                                        | 38.32 m              | Irène Lingani (BUR)                                                             | 30.71 m                                 |
| Heptatlo                 | Céline Laporte (SEY)                                            | 5235 pts | Saoussan Ouahbi (MAR)                                                            | 3611 pts             | Apenas dois competidores                                                        | Apenas dois competidores                |